# ژانا للاس
ژانا للاس (انگلیسی: Žana Lelas؛ زادهٔ ۲۸ مهٔ ۱۹۷۰) بازیکن بسکتبال اهل یوگسلاوی بود.
وی در مسابقات کشوری و بین‌المللی در مجموع برندهٔ ۲ مدال نقره شده‌است.